# Famiglia canossiana
I Canossiani sono una famiglia religiosa fondata da santa Maddalena di Canossa.

## La fondatrice

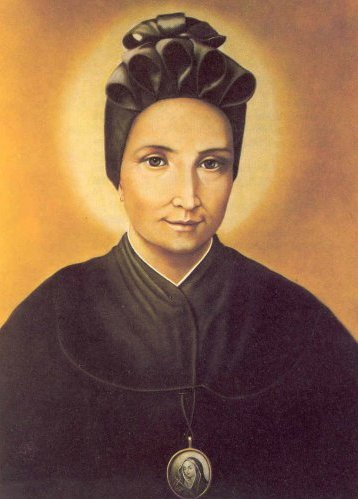
Maddalena di Canossa

Maddalena nasce dalla nobile famiglia dei Canossa a Verona, nel  1774. Raggiunta la maggiore età decide si mettersi a servizio dei "poveri", soprattutto i giovani e le donne. Inizia l'opera di carità con alcune compagne, a Verona, nel 1808. Ottiene l'approvazione pontificia dell'Istituto delle Figlie della Carità, nel frattempo già avviato anche a Venezia, Milano, Bergamo e Trento, il 23 dicembre 1828. Nel 1831 dà vita all'Istituto dei Figli della Carità, a Venezia. Maddalena muore, a Verona, nel 1835.

## Figlie della Carità
Le Figlie della Carità sono chiamate a contemplare l'Amore Crocifisso (Gesù che morendo in croce dimostra l'amore di Dio per gli uomini) e a testimoniarlo, cercando la gloria di Dio e la salvezza di ogni uomo, attraverso una vita di: 
- consacrazione (voti di povertà, castità, obbedienza),
- comunione (vita fraterna in comune),
- servizio nell'umiltà.

Le suore assumono Maria Addolorata come esempio del proprio servizio verso gli ultimi. Infatti, come Maria che era rimasta ai piedi della croce dove era stato inchiodato il figlio, così si impegnano ad essere presenti in tutti i luoghi di sofferenza per vivere appieno questa forma di "maternità". Si decidano principalmente:
- all'educazione,
- all'evangelizzazione,
- alla pastorale giovanile,
- alla pastorale del malato.

Le Canossiane sono presenti in: Angola, Egitto, Kenya, Malawi, Repubblica Democratica del Congo, São Tomé e Príncipe, Sudan, Tanzania, Togo, Uganda, Argentina, Brasile, Canada, Messico, Paraguay, Stati Uniti d'America, Cina, Filippine, Giappone, India, Birmania, Indonesia, Malaysia, Singapore, Timor Est, Italia, Inghilterra, Francia, Portogallo, Polonia, Ucraina, Albania, Australia, Papua Nuova Guinea.